# 장피
장피(張罷, ? ~ ?)는 전한 중기의 관료이다.

## 생애
원정 2년(기원전 115년), 수형도위에 임명되었다. 이는 전한의 첫 수형도위이다.

## 출전
- 반고, 《한서》 권19하 백관공경표 下

| 전임 - | 전한의 수형도위 기원전 115년 ~ 기원전 113년? | 후임 표 |